# Atchannou
Atchannou est l'un des cinq arrondissements de la commune de Athiémé dans le département du Mono au Bénin.

## Géographie
Atchannou est situé au sud-ouest du Bénin et compte 10 villages que sont Akonana, Allounkoui, Atchannou, Avegodoe, Goudon, Hokpame, Houegle, Hounkpon, Konouhoue et Tadokome.

## Démographie
Selon le recensement de la population de 2013 conduit par l'Institut national de la statistique et de l'analyse économique (INSAE), Atchannou compte 8 582 habitants  .